# Jae'Sean Tate
Jae'Sean Antoine Tate, né le 28 octobre 1995 à Toledo dans l'Ohio, est un joueur américain de basket-ball évoluant au poste d'ailier. Il mesure 1,93 m.

## Biographie

### Rockets de Houston (depuis 2020)
Le 26 novembre 2020, il signe un contrat de trois saisons en faveur des Rockets de Houston.

## Palmarès

### Europe
- Basketball Champion's League 2018-2019 : 3ème  place
- Coupe de Belgique 2018-2019 : Vainqueur
- Vice Champion de Belgique 2018-2019

### NBA
- NBA All-Rookie First Team en 2021.

## Statistiques

### Universitaires
| Saison    | Équipe     | Matchs | Titul. | Min./m | % Tir | % 3pts | % LF | Rbds/m. | Pass/m. | Int/m. | Ctr/m. | Pts/m. |
| --------- | ---------- | ------ | ------ | ------ | ----- | ------ | ---- | ------- | ------- | ------ | ------ | ------ |
| 2014-2015 | Ohio State | 35     | 16     | 22,0   | 58,9  | 15,8   | 52,0 | 5,00    | 0,30    | 0,90   | 0,60   | 8,80   |
| 2015-2016 | Ohio State | 28     | 28     | 29,0   | 52,1  | 35,0   | 51,8 | 6,40    | 1,50    | 1,30   | 0,30   | 11,70  |
| 2016-2017 | Ohio State | 32     | 32     | 31,9   | 54,7  | 22,2   | 57,3 | 6,40    | 2,00    | 1,10   | 0,50   | 14,30  |
| 2017-2018 | Ohio State | 34     | 34     | 29,6   | 55,7  | 31,4   | 59,1 | 6,20    | 2,90    | 1,10   | 0,60   | 12,30  |
| Carrière  | Carrière   | 129    | 110    | 28,0   | 55,2  | 27,7   | 55,5 | 6,00    | 1,70    | 1,10   | 0,50   | 11,70  |

### Statistiques NBA

#### Saison régulière
| Saison    | Équipe   | Matchs | Titul. | Min./m | % Tir | % 3pts | % LF | Rbds/m. | Pass/m. | Int/m. | Ctr/m. | Pts/m. |
| --------- | -------- | ------ | ------ | ------ | ----- | ------ | ---- | ------- | ------- | ------ | ------ | ------ |
| 2020-2021 | Houston  | 70     | 58     | 29,2   | 50,6  | 30,8   | 69,4 | 5,30    | 2,50    | 1,20   | 0,50   | 11,30  |
| 2021-2022 | Houston  | 78     | 77     | 26,4   | 49,8  | 31,2   | 70,7 | 5,40    | 2,80    | 0,90   | 0,50   | 11,80  |
| Carrière  | Carrière | 148    | 135    | 27,7   | 50,1  | 31,0   | 70,1 | 5,40    | 2,70    | 1,10   | 0,50   | 11,60  |

## Records sur une rencontre en NBA
Les records personnels de Jae'Sean Tate en NBA sont les suivants, :
| Type de statistique        | Saison régulière | Saison régulière          | Saison régulière  |
| Type de statistique        | Record           | Adversaire                | Date              |
| -------------------------- | ---------------- | ------------------------- | ----------------- |
| Points                     | 32               | @ Thunder d'Oklahoma City | 1er décembre 2021 |
| Paniers marqués            | 11               | @ Thunder d'Oklahoma City | 1er décembre 2021 |
| Paniers tentés             | 19               | 2 fois                    | 2 fois            |
| Paniers à 3 points réussis | 4                | Hawks d'Atlanta           | 16 mars 2021      |
| Paniers à 3 points tentés  | 9                | 2 fois                    | 2 fois            |
| Lancers francs réussis     | 9                | @ Thunder d'Oklahoma City | 1er décembre 2021 |
| Lancers francs tentés      | 10               | @ Thunder d'Oklahoma City | 1er décembre 2021 |
| Rebonds offensifs          | 6                | Nets de Brooklyn          | 3 mars 2021       |
| Rebonds défensifs          | 12               | Thunder d'Oklahoma City   | 22 octobre 2021   |
| Rebonds totaux             | 14               | Thunder d'Oklahoma City   | 22 octobre 2021   |
| Passes décisives           | 10               | 2 fois                    | 2 fois            |
| Interceptions              | 4                | 7 fois                    | 7 fois            |
| Contres                    | 5                | @ Thunder d'Oklahoma City | 1er décembre 2021 |
| Balles perdues             | 5                | 4 fois                    | 4 fois            |
| Minutes jouées             | 40               | Raptors de Toronto        | 22 mars 2021      |

- Double-double : 10
- Triple-double : 0

Dernière mise à jour : 2 août 2022